# Ulrich Schubert (Chemiker, 1946)
Ulrich Schubert (* 26. Mai 1946 in Regensburg) ist ein deutsch-österreichischer Chemiker.

## Leben und Wirken
Ulrich Schubert studierte 1967 bis 1972 an der Technischen Universität München und schloss als Diplomchemiker ab. Er arbeitete im Arbeitskreis von Ernst Otto Fischer und wurde 1974 mit einer Arbeit über Übergangsmetalle und Carbenkomplexe zum Dr. rer. nat. promoviert. 1975 bis 1976 studierte er als Postdoktorand an der Stanford University in Kalifornien. 1980 habilitierte er sich in München mit einer Arbeit über Röntgenstrukturanalysen von Metallkomplexen.
Von 1980 bis 1982 war er Privatdozent an der Technischen Universität München und von 1982 bis 1994 Professor für Anorganische Chemie an der Julius-Maximilians-Universität Würzburg. In der Zeit von 1989 bis 1994 übte er außerdem Leitungsfunktionen am Fraunhofer-Institut für Silicatforschung aus. Ab 1994 war er Professor für Anorganische Chemie am Institut für Materialchemie der Technischen Universität Wien. Seine Antrittsrede hielt er zum Thema Neue anorganische Materialien: Design auf molekularer Ebene. 2014 wurde er emeritiert.
Ulrich Schubert war von 2001 bis 2004 Präsident der Gesellschaft Österreichischer Chemiker und von 2008 bis 2015 Mitglied im Panel PE5 des Europäischen Forschungsrates. Von 2011 bis 2014 war er Präsident der Europäischen Vereinigung für chemische und molekulare Wissenschaften (EuCheMS) und von 2016 bis 2020 Mitglied im Expertengremium der deutschen Exzellenzstrategie.
Seine wichtigsten Arbeitsgebiete waren zunächst Verbindungen mit Übergangsmetall-Silicium-Bindungen, später Sol-Gel-Prozesse, besonders zu molekularen Vorstufen, anorganisch-organischen Hybridmaterialien, Nanokompositen und Oxo-Clustern. Zusammen mit Theo Hack, Dominik Raps und Ralf Supplit forschte er für die EADS Deutschland zu Korrosionseigenschaften und meldete 2009 das Patent Korrosionsschutzschicht für Aluminium- und Magnesiumlegierungen an.

## Auszeichnungen und Ehrungen
- 2000: Korrespondierendes Mitglied der Österreichischen Akademie der Wissenschaften
- 2005: Wirkliches Mitglied der Österreichischen Akademie der Wissenschaften[5]
- 2005: Fellow der Royal Society of Chemistry, London
- 2006: Mitglied der Deutschen Akademie der Naturforscher Leopoldina[6]
- 2009: Wacker Silicone Preis des Unternehmens Wacker Chemie[7]
- 2010: Ehrenmitglied der Israelischen Chemischen Gesellschaft
- 2013: Loschmidt-Medaille der Gesellschaft Österreichischer Chemiker[8]

## Schriften
Ulrich Schubert veröffentlichte über 500 wissenschaftliche Aufsätze und Buchbeiträge.
- Über die Umsetzung von Übergangsmetallcarbonylcarben-Komplexen mit Triphenylphosphin, Säuren und Alkoholaten sowie Beiträge zur Chemie α-methoxy-substituierter Phosphorylide. Dissertation. Technische Universität München 1974.
- mit Helmut Fischer, Peter Hofmann, Fritz R. Kreissl, Richard R. Schrock, Karin Weiss. Carbyne complexes. dedicated to Professor Dr. E. O. Fischer on the occasion of his 70th birthday. VCH, Weinheim 1988, ISBN 3-527-26948-7.
- (Hrsg.): Advances in metal carbene chemistry. Kluwer, Dordrecht 1989, ISBN 0-7923-0156-0.
- (Hrsg.): Silicon chemistry. Springer, Wien 1999, ISBN 3-211-83278-5.
- mit Nicola Hüsing: Synthesis of inorganic materials. Wiley-VCH, Weinheim 2000, ISBN 3-527-29550-X. 4. Auflage 2019, ISBN 978-3-527-34457-4.
- mit Werner J. Blau, Panagiotis Lianos (Hrsg.): Molecular Materials and Functional Polymers. Springer, Wien 2001, ISBN 978-3-7091-6276-7.
- mit Heinrich Hofmann, Zakia Rahman (Hrsg.): Nanostructured Materials. Springer, Wien 2002, ISBN 978-3-7091-6740-3.
- mit Peter Jutzi (Hrsg.): Silicon chemistry. From the atom to extended systems. Wiley-VCH, Weinheim 2003, ISBN 3-527-30647-1.
- mit Clément Sanchez, Richard Laine, Yoshiki Chujo (Hrsg.): Organic inorganic hybrid materials 2004. Symposium 29. November – 3. Dezember 2004 in Boston, Massachusetts. Materials Research Society, Warrendale, PA 2005, ISBN 1-55899-795-4.
- mit Christophe Barbé, Richard Laine, Clément Sanchez (Hrsg.): Organic inorganic hybrid materials 2007. Symposium 9. – 13. April 2004 in San Francisco, Kalifornien. Materials Research Society,  Warrendale, PA 2008, ISBN 978-1-55899-967-1.
- mit Nicola Hüsing, Richard Laine (Hrsg.): Materials Syntheses. Progress in Inorganic and Organic Synthesis. Springer, Wien 2008, ISBN 978-3-211-75124-4.